# Aphanes microcarpa
Aphanes microcarpa é uma espécie de planta com flor pertencente à família Rosaceae.
A autoridade científica da espécie é (Boiss. & Reut.) Rothm., tendo sido publicada em Repertorium Specierum Novarum Regni Vegetabilis 42: 172. 1937.

## Portugal
Trata-se de uma espécie presente no território português, nomeadamente em Portugal Continental e no Arquipélago dos Açores.
Em termos de naturalidade é nativa de Portugal Continental e introduzida no Arquipélago dos Açores.

## Protecção
Não se encontra protegida por legislação portuguesa ou da Comunidade Europeia.